# Koska
Koska fue un grupo de la primera oleada del rock en euskera. Surgió en Elgóibar (Guipúzcoa, España) del grupo Expresión Sonora en 1973, 1973an. Su primer disco, Koska (IZ, 1976), fue uno de los primeros del rock en euskera junto al del grupo Errobi. Más tarde, publicaron su segundo y último disco, Bihozkadak (Xoxoa, 1979). En la década de los 80 dejaron los conciertos de rock para dedicarse fiestas y animaciones populares. Alfonso Guillo eta Gabi Agirregomezkorta fueron los líderes del grupo.

## El grupo
Alfonso Guillo (voz y bajo) y Gabi Agirregomezkorta (guitarra) crearon el grupo Expresión Sonora en 1969, cuando tenían dieciséis y diecisiete años respectivamente, e interpretaban canciones de grupos extranjeros de rock&roll y blues en inglés. Luis M. Arakistain (guitarra) y Patxi García (batería) completaron el cuarteto, y aunque sólo funcionó dos años, alcanzó gran popularidad entre la juventud y los aficionados al rock de la época. En 1970 se celebró el IV de Artistas Nuevos de San Sebastián. Ganaron el concurso y amenizó decenas de sesiones de baile organizadas en salones de baile, iglesias y asociaciones culturales, interpretando canciones de The Beatles, The Animals, Spencer Davies Group o The Rolling Stones. En ocasiones compartieron escenario con grupos famosos; por ejemplo, con Los Bravos en la plaza de la Trinidad de San Sebastián, o con la banda de rock progresivo de Andalucía Gong. El concierto ofrecido en el teatro Coliseum de Eibar también fue recordado por los integrantes de la banda.
Expresión Sonora se disolvió en 1971, los miembros de la banda se fueron a hacer el servicio militar, y al regresar de allí, Guilló y Agirregomezkorta crearon otra banda, con Txerra Gurrutxaga (guitarra), Endika Iriondo (batería) y Luis "Mitxi" Diego (guitarra acústica). ). El grupo tomó el nombre de Koska y, respecto a Expresión Sonora, tenía dos diferencias principales: cantaba en euskera, creyendo que el rock necesitaba su lugar dentro de la cultura vasca, y creaban sus propias canciones.
El primer disco de Koska,Koska (1976), fue grabado por Fernando Unsain con su recién creado sello IZ. Como la mayoría de cantantes vascos de la época, grabó en Madrid, sin la ayuda de nadie que aconsejara y orientara a la banda desde el punto de vista artístico. Por tanto, afirma Alfonso Guilló, fue un disco "sin filtrar", "tiene los defectos de la juventud". Grabó nueve canciones, todos los temas eran de la banda, y en tres canciones Antton Aranburu escribió la letra. Fue la canción "Otaloreen antzera" la que llegó a las emisoras de radio en julio de 1976. Aquél disco de Koska se editó junto con el primer disco de Errobi, por lo que los dos grupos compartían escenario a menudo en los festivales que se organizaban por el País Vasco en aquella época. Mientras Errobi aparecía como un dúo acústico, Koska tuvo más problemas para adaptar su sonido a festivales de música más acústicos. Presentó el disco en el cine Coliseo de Eibar, el 3 de diciembre de 1976. Ese álbum fue muy bien recibido, considerando que el mercado en ese momento era mucho más pequeño que el actual.
El sello Xoxoa de Jaime Iarritu lanzó el segundo y último álbum de Koska, Bihozkadak (1979) que fue grabado en el estudio Bachanales de Donibane Lohitzune, donde también grabaría más tarde Itoiz su primer disco , con el técnico de sonido Jean Phocas . En ese álbum, el grupo recurrió al rock progresivo, influenciado por Pink Floyd. En términos de palabras, los textos escritos por Guilló revelaron las reivindicaciones sociales, políticas y culturales del pueblo. "El objetivo era contar la historia a través de nuestros sentimientos. Por ejemplo, en la canción 'Gurea' intentamos reflejar nuestra frustración estudiantil, las experiencias que tuvimos durante los años que fuimos estudiantes y sus consecuencias", dijo en una entrevista en el tiempo. El asesinato de trabajadores en Vitoria el 3 de marzo de 1976 ("Zaramagako boza"), los fusilamientos del 27 de septiembre de 1977 y la lucha por la amnistía fueron otros de los temas. "Nuestro rock ha sido incomprendido. Según algunos, el rock sólo debe servir para entretener y divertir. Poco a poco, el rock también va consiguiendo tener textos importantes, como se puede comprobar en los discos realizados por algunos grupos vascos recientemente", explicaron en el mismo artículo. El disco no tuvo tanto éxito comercial, aunque en parte era lógico, ya que era un trabajo muy personal; que no buscó el mercado. Sin embargo, tuvo numerosas actuaciones, una de ellas con los grupos Errobi, Enbor e Itoiz en el Teatro Social de Basauri.
A principios de los años 80 los festivales decayeron, y viendo esta nueva situación, Koska se convirtió en grupo de plaza en 1982; ofreció sus canciones en actuaciones y trabajó en la escenografía. Alfonso Guilló abandonó el grupo en 1985, y desde entonces ha trabajado en otros grupos, llamados Trenbide, entre otros. Poco a poco, el resto del equipo también abandonó Koska, a excepción de Agirregomezkorta; tomando nuevos músicos, continuó dando bailes bajo el mismo nombre. Posteriormente fundó el grupo Basque Country y versionó temas country.

## Discografía
- Koska (1976, IZ )
- Bihozkadak(1979, Xoxoa )